# 利根沼田広域市町村圏振興整備組合
利根沼田広域市町村圏振興整備組合（とねぬまたこういきしちょうそんけんしんこうせいびくみあい）は、群馬県沼田市、利根郡片品村、川場村、昭和村及びみなかみ町の1市1町3村が設立している一部事務組合。

## 概要

### 事務所
- 沼田市上原町1801-2

### 主な事務内容
- ふるさと市町村圏計画の策定及びこれに基づく事業の実施の連絡調整
- 巡回診療事務
- 交通安全思想の普及及び交通事故相談並びに交通センターの設置及び管理
- 養護老人ホームの設置及び管理
- 文化会館の設置及び管理
- 常備消防事務
- 救急医療事務
- 利根沼田広域観光センターの設置及び管理
- 視聴覚ライブラリーの設置及び管理
- 火葬場・斎場の設置及び管理（利根沼田広域斎場ぬまた聖苑）
- ふるさと市町村圏計画の策定及び計画に基づく事業の実施
- 農業共済事業事務

### 組織
- 組合議会
  - 議員定数：8人（沼田市：3人、片品村：1人、川場村：1人、昭和村：1人、みなかみ町：2人）
- 執行機関
  - 理事会－理事（関係市町村の長）
  - 理事長：1人（理事の互選）
  - 副理事長：1人（理事の互選）
  - 会計管理者（理事長が任免）
  - 監査委員：2人

## 常備消防事務

### 概要
- 消防本部：沼田市高橋場町2049-1

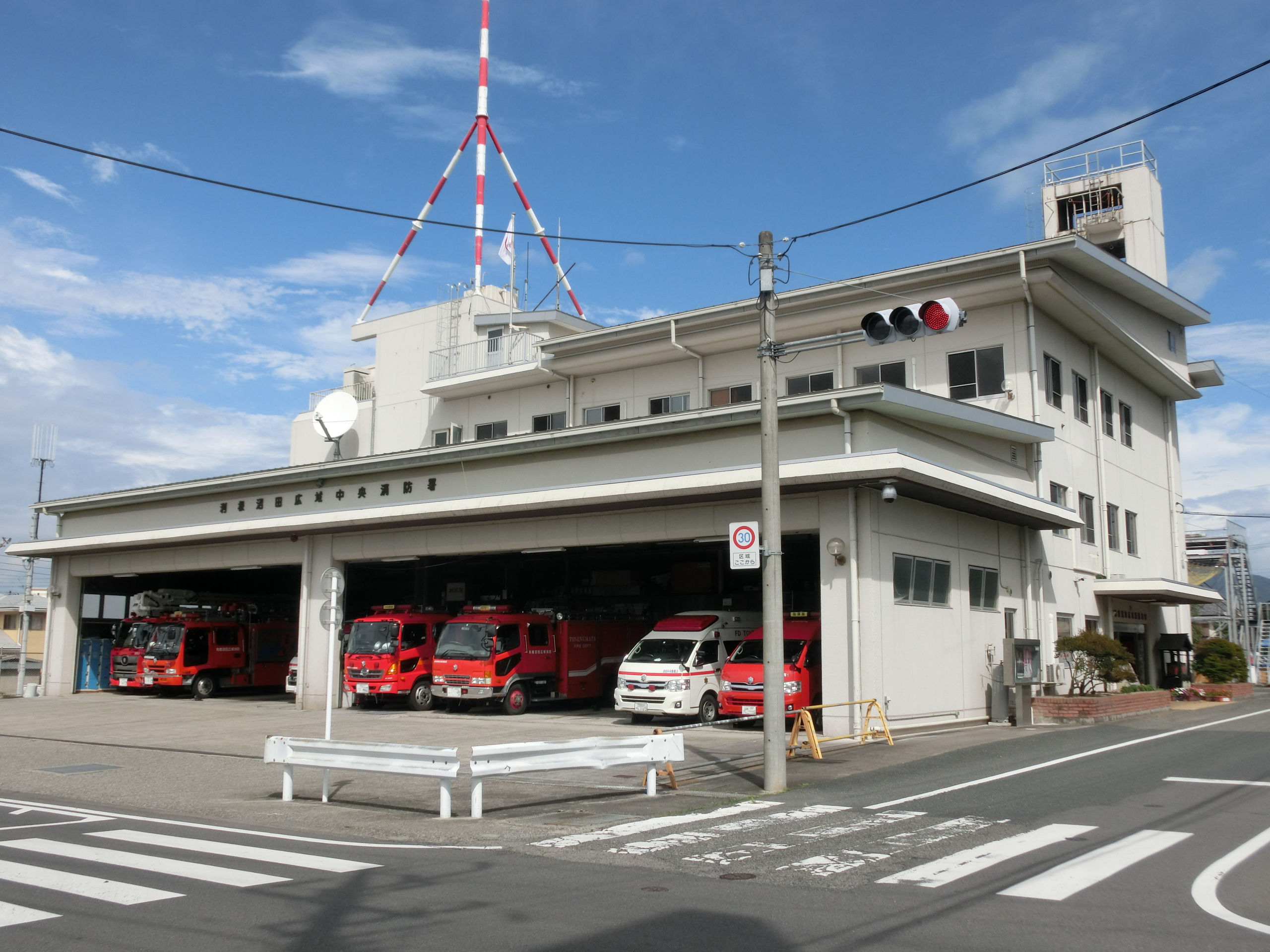
利根沼田広域消防本部

- 消防本部名称：利根沼田広域市町村圏振興整備組合消防本部（略称：利根沼田広域消防本部）
- 管内面積：1,765.75km2
- 職員定数：139人
- 消防署4カ所
- 主力機械（2006年4月1日現在）
  - 水槽付消防ポンプ自動車：5
  - 屈折梯子付消防自動車：1
  - 化学消防車：1
  - 指揮車：8
  - 林野火災工作車：3
  - 資材搬送車：1
  - 救急自動車：6
  - 救助工作車：1

【主力機械に関する参考文献：平成17年度消防防災年報（群馬県総務局消防防災課）】

### 沿革
- 1970年7月3日　利根沼田広域市町村圏振興整備組合を設立。
- 1974年4月1日　沼田市消防本部・沼田市消防署が広域消防に移行。利根沼田広域市町村圏振興整備組合消防本部・中央消防署が発足。
- 1977年10月27日　消防本部・中央消防署が現在地に移転。

### 組織
- 本部 - 総務課、予防課、警防課
- 消防署

### 消防署
| 消防署     | 住所                       | 出張所 |
| ---------- | -------------------------- | ------ |
| 中央消防署 | 沼田市高橋場町2049-1       | なし   |
| 東消防署   | 沼田市利根町平川1269       | なし   |
| 西消防署   | 利根郡みなかみ町羽場59-4   | なし   |
| 北消防署   | 利根郡みなかみ町湯原1681-1 | なし   |